# Claudi Filoxen
Claudi Filoxen (grec antic: Φιλόξενος, llatí: Claudius Philoxenus) va ser un cirurgià egipci que segons Apuleu Cels va escriure diversos i valuosos volums sobre cirurgia.
Sens dubte és la mateixa persona de qui Galè esmenta sovint les seves fórmules mèdiques, i que anomena Claudi Filoxen. També el citen Asclepíades Farmació, Sorà, Paule Egineta, Aeci, Nicolau Mirepsos i Avicenna. Va viure al segle i.